# Elizabeth Brown (astronome)
Pour les articles homonymes, voir Elizabeth Brown et Brown.
Elizabeth Brown, née le 6 août 1830 à Cirencester, dans le Gloucestershire (Angleterre), et morte le 5 mars 1899, est une astronome et quaker britannique qui s'est spécialisée dans l'observation du Soleil, en particulier des taches solaires et des éclipses solaires,,. Elle a aussi été une pierre angulaire de la fondation de la British Astronomical Association.

## Biographie
Son père, Thomas Brown, l'a initiée au télescope et elle a commencé à observer les taches solaires. Quand son père mourut, à l'âge de 91 ans, elle fut libérée de ses devoirs domestiques et filiaux et commença à voyager à travers le monde pour collecter ses observations. Elle publia deux livres de façon anonyme sur ses voyages.
Elle joignit la Liverpool Astronomical Society (en) à la suite de la mort de son père en 1883. À cette époque, la société fonctionnait en tant qu'association d'astronomes amateurs à travers la Grande-Bretagne, plus que comme une organisation plutôt locale. Brown devait faire un voyage de 224 kilomètres (140 miles) depuis sa maison près de Cirencester jusqu'à Liverpool pour assister à ses meetings. Elle devint peu après la directrice de sa section solaire.
Brown eut un rôle central dans l'organisation de la formation, en 1890, de la British Astronomical Association, pour coordonner le travail des astronomes amateurs. Elle devint la directrice de la section solaire de la nouvelle association, un poste qu'elle occupa jusqu'à sa mort en 1899,,. Elle contribua également aux activités d'autres sections d'observation, dont les sections lunaires, étoiles variables et étoiles colorées[Quoi ?].
La British Astronomical Association accepta les femmes comme membres dès sa fondation, contrairement à la Royal Astronomical Society. Brown fut une des trois femmes proposées pour devenir membres de la Royal Astronomical Society en 1892, mais toutes trois échouèrent, de façon controversée, à recueillir suffisamment de votes pour être élues,.
Elizabeth Brown voyagea grandement pour chasser les éclipses solaires, une aventure qu'elle décrivit dans son œuvre In Pursuit of a Shadow (1887). Le titre du livre (littéralement « À la poursuite d'une ombre ») révèle l'influence de Luke Howard, météorologiste quaker antérieur qui utilisa de façon célèbre cette expression pour décrire ses travaux sur les nuages. Un deuxième ensemble de mémoires, Caught in the Tropics (« Prise dans les tropiques »), apparut en 1890. Ses travaux sur le répertoriage quotidien des taches solaires, dont des dessins méticuleux, lui firent acquérir une brillante réputation parmi les astronomes de son époque.

## Honneur
L'astéroïde (50724) Elizabethbrown a été nommé en son honneur.